# موش زمستان‌خواب باغ آسیایی
موش زمستان‌خواب باغ آسیایی (نام علمی: Eliomys melanurus) نام یک گونه از تیره موش زمستان‌خواب است.